# Russell Braun
Russell Braun (geboren am 19. Juli 1965 in Frankfurt am Main) ist ein kanadischer Opernsänger (Bariton).

## Leben
Der Sohn des kanadischen Baritons Victor Braun und der deutschen Mezzosopranistin Eraine Schwing-Braun lebte bis zu seinem 17. Lebensjahr in Deutschland, studierte dann Klavier bei John Coveart am Royal Conservatory of Music in Toronto, später Gesang bei Patricia Kern an der University of Toronto.
1993 debütierte er erfolgreich als Papageno in der Zauberflöte an der Canadian Opera Company. In der Spielzeit 1995/96 sang er erstmals an der Met (in der Fledermaus) und debütierte als Graf in Le nozze di Figaro in Monte Carlo und Berlin. 1997 verkörperte er erfolgreich die männliche Titelrolle in Robert Wilsons Inszenierung von Pelléas et Mélisande, die sowohl an der Opéra National de Paris als auch bei den Salzburger Festspielen zu sehen war. In dieser Produktion wirkte auch sein Vater – als Golaud – mit. 2012 sang er die männliche Hauptpartie in der Oper L'Amour de loin.
Braun verfügt über einen lyrischen Bariton von hoher Flexibilität und erheblichem Stimmvolumen. Er ist unter anderem auch an der Lyric Opera of Chicago, der San Diego Opera und der San Francisco Opera aufgetreten. Sein Repertoire reicht von Frühwerken und Barockopern von Monteverdi, Rameau, Gluck, Purcell und Händel über Mozart, Rossini, Donizetti und das französische Fach bis zu Strauss und Britten.
Auch als Liedsänger kann Braun auf zahlreiche Erfolge, Schallplattenaufnahmen und Auszeichnungen verweisen, unter anderem in Duo-Abenden mit dem deutschen Tenor Michael Schade. Er hat mit namhaften Orchestern unter Leitung berühmter Dirigenten wie Claudio Abbado, Silvain Cambreling, Sir Simon Rattle und Michael Tilson Thomas gesungen.